# Aeroportul Yingkou Lanqi
Aeroportul Yingkou Lanqi (IATA: YKH, ICAO: ZYYK) este un aeroport din Xishi District⁠(d), Yingkou⁠(d), Liaoning, Republica Populară Chineză ce deservește zona Yingkou⁠(d). Aeroportul a fost tranzitat în 2022 de 85.007 pasageri. A fost deschis în 2016 și numit după zona deservită.
aeroportul dispune de o singură pistă. Este operat de HNA Infrastructure Investment Group⁠(d).